# Марко Капуано
Марко Капуано (італ. Marco Capuano, нар. 14 жовтня 1991, Пескара) — італійський футболіст, захисник клубу «Тернана». Виступав також за низку італійських клубів та молодіжну збірну Італії.

## Клубна кар'єра
Марко Капуано народився 1991 року в місті Пескара. Займався в юнацьких командпх футбольних клубів «Пескара», «Ренато Курі Анголана» та «Торіно». У професійному футболі дебютував 2010 року виступами за команду «Пескара», в якій грав до 2014 року, взявши участь у 91 матчі чемпіонату.
У 2014 році Капуано перейов до складу клубу «Кальярі», в якому грав до 2018 року. У 2018 році керівництво сардинського клубу віддало захисника в оренду до клубу «Кротоне». З 2018 до 2021 року футболіст граву складі команди «Фрозіноне» на умовах постійного контракту. З 2021 року Капуано грає у складі клубу «Тернана».

## Виступи за збірну
Протягом 2011—2013 років Марко Капуано грав у складі молодіжної збірної Італії. У складі молодіжної збірної Капуано став фіналістом молодіжного чемпіонату Європи 2013 року. На молодіжному рівні футболіст зіграв у 18 офіційних матчах.